# Puchar Świata w Zapasach 1989
Zawody Pucharu Świata w 1989 roku
- w stylu klasycznym mężczyzn rywalizowano pomiędzy 25 a 26 listopada w Fredrikstad (Norwegia).
- w stylu wolnym mężczyzn w dniach 1–2 kwietnia w Toledo (Stany Zjednoczone).

## Styl klasyczny

### Ostateczna kolejność drużynowa
| Poz. | Państwo           |
| ---- | ----------------- |
|      | ZSRR              |
|      | Kuba              |
|      | Stany Zjednoczone |
| 4.   | Japonia           |
| 5.   | Norwegia          |
| 6.   | Europa            |

### Klasyfikacja indywidualna
| Waga   |                    |                      |                    | 4                     | 5                | 6                  |
| ------ | ------------------ | -------------------- | ------------------ | --------------------- | ---------------- | ------------------ |
| 48 kg  | Siergiej Suworow   | Masanori Ōhashi      | Wilber Sánchez     | Lewis Dorrance        | Thomas Larsen    | ---                |
| 52 kg  | Shawn Sheldon      | Andrij Kałasznikow   | Shōhei Nakamori    | Lars Rønningen        | Jorge Pacheo     | Robert Olsson      |
| 57 kg  | Gogi Parseghian    | Siergiej Bułanow     | Ángel Torres       | Michizō Fujioka       | Pierre Dikanda   | Bard Forbebo       |
| 62 kg  | Giennadij Atmakin  | Buddy Lee            | Shigeki Nishiguchi | Jose M.Olivera        | Ronny Sigde      | Bjoern Persson     |
| 68 kg  | Isłam Duguczijew   | Marthin Kornbakk     | Andy Seras         | Andrés Alexis Jiménez | Frank Vestby     | Takumi Mori        |
| 74 kg  | Bisołt Diecyjew    | Peter Jansson        | Abel Sarmiento     | Gordy Morgan          | Hiromichi Itō    | Roy Bakke Andersen |
| 82 kg  | Siergiej Nasiewicz | John Morgan          | Stig Kleven        | Alfredo Linares       | Tamotsu Yabiku   | Magnus Fredriksson |
| 90 kg  | Pawieł Potapow     | Jörgen Olsson        | Mike Foy           | Klaus Mysen           | Reynaldo Peña    | Yasutoshi Moriyama |
| 100 kg | Héctor Milián      | Wiaczesław Klimienko | James Johnson      | Takashi Nonomura      | Per-Olle Lindahl | Knut E.Johansen    |
| 130 kg | Władimir Grigorjew | Craig Pittman        | Adel Neufal        | Kazuya Deguchi        | Patrick Ljung    | ----               |

## Styl wolny

### Ostateczna kolejność drużynowa
| Poz. | Państwo           |
| ---- | ----------------- |
|      | ZSRR              |
|      | Stany Zjednoczone |
|      | Kuba              |
| 4.   | Kanada            |
| 5.   | Korea Południowa  |

### Klasyfikacja indywidualna
| Waga   |                   |                      |                   | 4               | 5                     |
| ------ | ----------------- | -------------------- | ----------------- | --------------- | --------------------- |
| 48 kg  | Kim Jong-shin     | Siergiej Karamczakow | Aldo Martínez     | Tim Vanni       | Miramad Quirizadah    |
| 52 kg  | Władimir Toguzow  | Ken Chertow          | Carlos Varela     | Kim Man-kee     | Christopher Woodcroft |
| 57 kg  | Rusłan Karajew    | Charles Heard        | Alejandro Puerto  | No Gyeong-seon  | Mitch Ostberg         |
| 62 kg  | Stepan Sarkisjan  | John Smith           | Gary Bohay        | Enrique Valdez  | Kim Yeon-man          |
| 68 kg  | Arsen Fadzajew    | Nate Carr            | Chris Wilson      | Jesús Rodríguez | ----                  |
| 74 kg  | Gamzat Khazamov   | Kenny Monday         | Alberto Rodríguez | Kim Kwang-soo   | Ed Sernoski           |
| 82 kg  | Rico Chiapparelli | Jurij Worobjow       | Raúl Cascaret     | Lee Dong-woo    | Gary Holmes           |
| 90 kg  | Jim Scherr        | Macharbiek Chadarcew | Kim Tae-u         | Gregory Edgelow | Ricardo García        |
| 100 kg | William Scherr    | Sanasar Oganisian    | Steve Marshall    | Alfredo Alvarez | Jo Byeong-on          |
| 130 kg | Bruce Baumgartner | Zaza Turmanidze      | Domingo Mesa      | Daniel Payne    | Ham Deog-won          |